# 湯布院映画祭
湯布院映画祭（ゆふいんえいがさい、YUFUIN CINEMA FESTIVAL）は、大分県由布市湯布院町で開催される映画祭。

## 概要
1976年に旧湯布院町で始められた映画祭で、現存する映画祭の中では日本で最も古い歴史を持ち、その開催回数は2016年開催時点で41回を迎える。地方映画祭の嚆矢であり、映画館がない湯布院町で開催されるため、映画館のない町での映画祭としても知られる。
この映画祭は、湯布院町のまちづくりのグループと大分市内の映画ファンのグループの交流がきっかけで始まった。全員がボランティアからなる湯布院映画祭実行委員会によって運営されている。
例年、8月の第3木曜日または第4木曜日から4日間にわたって行われる。初日には前夜祭として、JR九州由布院駅の駅前広場に巨大なスクリーンを設営して、時代劇等の娯楽映画が野外上映される。その後は、主会場のゆふいんラックホールでテーマ別の特集や個人特集、劇場未公開の新作映画の上映等が行われる。新作映画上映後にはシンポジウムが開かれ、制作者と観客が作品について語り合う場が設けられる。また、毎夜開かれるパーティーも、制作者と観客が直接語り合う機会となる。
1985年、山路ふみ子文化財団特別賞を受賞。2018年、第8回地域再生大賞のブロック賞を受賞。
2021年開催の第46回湯布院映画祭より主会場をゆふいんラックホールへと変更した。